# Stefan Gabrielopulos
Stefan Gabrielopulos (grec. Στέφανος Γαβριηλόπουλος) (zm. 1333) – zarządca północnej Tesalii w latach 1318-1333, sebastokrator 1325-1333. 

## Życiorys
Po śmierci Jana II Angelosa administrował obszarami Tesalii przy aprobacie cesarzy z Konstantynopola. Prowadził wojny z Katalończykami. Po jego bezdzietnej śmierci jego ziemie zostały bezpośrednio włączone do cesarstwa bizantyńskiego. 